# Patrick Wayne
Pour les articles homonymes, voir Wayne.
Patrick Wayne, pseudonyme de Patrick John Morrison, est un acteur américain né le 15 juillet 1939 à Los Angeles, Californie (États-Unis). Il est un des deux fils de l'acteur John Wayne (1907-1979) et de sa femme Josephine Alicia Saenz (1908-2003). Il est le troisième de la fratrie de quatre : Michael (l'aîné), Mary Antonia et Melinda. Il joua souvent aux côtés de son père. Il a également fait partie de la John Ford Stock Company.
A joué dans la série tv « la croisière s’amuse » saison 6 épisode 23

## Biographie
Patrick Wayne a obtenu le Golden Globe du meilleur espoir masculin pour son rôle de jeune militaire maladroit et inexpérimenté dans La Prisonnière du désert où il jouait aux côtés de son père John Wayne.
Entre 1980 et 1984, il anime Monte Carlo Show.

## Filmographie
- 1950 : Rio Grande : Boy
- 1952 : L'Homme tranquille (The Quiet Man) : Boy on wagon at horse race
- 1953 : Le soleil brille pour tout le monde (The Sun Shines Bright) : Cadet
- 1955 : Ce n'est qu'un au revoir (The Long Gray Line) : Abner 'Cherub' Overton
- 1955 : Permission jusqu'à l'aube (Mister Roberts) : Bookser
- 1955 : Le choix de ... (épisode 10 : John Ford : La révélation de l'année (Rookie of the year) : Lyn Godhue
- 1956 : Le Conquérant (The Conqueror)
- 1956 : La Prisonnière du désert (The Searchers) : Lt. Greenhill
- 1957 : Mr. Adams and Eve (série télévisée) : Walter
- 1958 : Teenage Idol (TV)
- 1959 : The Young Land : Sheriff Jim Ellison
- 1960 : Alamo (The Alamo) de John Wayne : Capt. James Butler Bonham
- 1961 : Les Comancheros (The Comancheros) : Tobe (Texas Ranger)
- 1963 : Le Grand McLintock (McLintock!) : Devlin Warren
- 1963 : La Taverne de l'Irlandais (Donovan's Reef) : Navy Lieutenant
- 1964 : Les Cheyennes (Cheyenne Autumn) : 2nd Lt. Scott
- 1965 : Les Prairies de l'honneur (Shenandoah) : James Anderson
- 1966 : An Eye for an Eye : Benny Wallace, Bounty Hunter
- 1966 : The Rounders (série télévisée) : 'Howdy' Lewis (1966-67)
- 1968 : Les Bérets verts (The Green Berets) : Lt. Jamison
- 1970 : Sole Survivor (en) de Paul Stanley (TV) : Mac
- 1971 : Les Dynamiteros (The Deserter) : Cpt. Bill Robinson
- 1971 : Big Jake : James McCandles
- 1972 : Movin' On (TV) : Clint Daniels
- 1973 : The Gatling Gun : Jim Boland
- 1973 : Beyond Atlantis : Vic Mathias
- 1974 : Mes amis les ours (The Bears and I) : Bob Leslie
- 1976 : Mustang Country : Tee Jay
- 1977 : Yesterday's Child (TV) : Sanford Grant
- 1977 : Flight to Holocaust (TV) : Les Taggart
- 1977 : Sinbad et l'Œil du tigre (Sinbad and the Eye of the Tiger) : Sinbad
- 1977 : Le Continent oublié (The People That Time Forgot) : Maj. Ben McBride
- 1977 : The Last Hurrah (en) (TV) : Robert 'Bobby' Skeffington
- 1978 : Three on a Date (TV) : Roger Powell
- 1978 : Texas Detour : Clay
- 1979 : Shirley (série TV) : Lew Armitage (1979-1980)
- 1980 : The Monte Carlo Show (série TV) : Host (1980)
- 1985 :  Rex le Magnifique (Rustlers' Rhapsody) : Bob Barber
- 1986 : Revenge (vidéo) : Michael Hogan
- 1988 : Young Guns : Patrick Floyd 'Pat' Garrett
- 1988 : MacGyver (saison 4, épisode 5 "Grand prix à Westwood") : Jeff Stone
- 1989 : Son alibi (Her Alibi) : Gary Blackwood
- 1990 : Chill Factor : Jerry Rivers
- 1990 : La Force du destin ("All My Children") (série TV) : Capt. Nils Lindstrom (1990)
- 1996 : Deep Cover : Ray